# Suriko Dawitaschwili
Suriko Dawitaschwili (georgisch ზურიკო დავითაშვილი; englisch Zuriko Davitashvili; * 15. Februar 2001 in Tiflis, Georgien), auch bekannt unter seinem Spitznamen Surab (ზურაბ), ist ein georgischer Fußballspieler, der aktuell bei AS Saint-Étienne unter Vertrag steht.

## Karriere

### Verein
Suriko Dawitaschwili stammt aus der Nachwuchsabteilung des georgischen Rekordmeisters Dinamo Tiflis, bei welchem er zum Ende des Spieljahres 2017 in die erste Mannschaft befördert wurde. Sein Debüt unter Cheftrainer Kacha Katscharawa gab der 16-jährige am 29. September beim 1:1-Unentschieden gegen den FC Kolcheti 1913 Poti, als er von Spielbeginn an in der Startformation stand. In der verbleibenden Saison kam er zu fünf weiteren Ligaeinsätzen.
Im Januar 2018 schloss er sich dem Ligakonkurrenten Lokomotive Tiflis an. Dort begann er die folgende Spielzeit 2018 als Stammspieler, fiel jedoch bereits nach fünf bestrittenen Spielen aus der Mannschaft und kehrte erst im August in diese zurück. Am 27. September (26. Spieltag) erzielte er seine ersten beiden Treffer in der Erovnuli Liga und führte seine Mannschaft somit zum 2:1-Heimsieg gegen den FC Dila Gori. Am 30. November (34. Spieltag) traf er beim 5:1-Heimsieg gegen Kolcheti Poti ein drittes Mal in dieser Spielzeit, welche er schließlich mit 17 Ligaspielen beendete. Im nächsten Spieljahr 2019 kam er bis Juli 2019 auf 10 Einsätze in der Liga.
Am 29. Juni 2019 unterzeichnete Surab Dawitaschwili einen Dreijahresvertrag beim russischen Erstligisten Rubin Kasan. Der Cheftrainer Roman Sergejewitsch Scharonow setzte vom Start der Saison 2019/20 auf den jungen Georgier und ermöglichte ihm bereits am ersten Spieltag seinen Debüteinsatz. Beim 1:1-Unentschieden gegen Lokomotive Moskau stand er von Beginn an auf dem Platz. Sein erstes Tor für Rubin erzielte er am 5. Oktober (12. Spieltag) beim 2:1 zuhause gegen den FK Tambow. In dieser Spielzeit absolvierte er 26 Ligaspiele, in denen er zwei Torerfolge verbuchen konnte. Am 20. August 2020 wechselte Dawitaschwili leihweise für die gesamte Saison 2020/21 zum Erstligaaufsteiger Rotor Wolgograd. Anschließend ging er zu Arsenal Tula und im April 2022 zog er weiter in die Heimat zum FC Dinamo Batumi.
Im August 2022 schloss sich der Georgier zunächst auf Leihbasis für eine Saison dem französischen Zweitligisten Girondins Bordeaux an, der ihn nach Ablauf der Leihe am Saisonende fest verpflichtete und mit einem Vierjahresvertrag bis 2027 ausstattete.

### Nationalmannschaft
Im März 2016 debütierte Dawitaschwili im freundschaftlichen Länderspiel gegen Armeniens U19 in der georgischen U17-Fußballnationalmannschaft. Beim 4:1-Heimsieg wurde er in der 41. Spielminute für Aleksandre Andronikaschwili eingewechselt und erzielte in diesem Spiel auch einen Treffer. Im Januar 2017 übernahm er die Kapitänsbinde und bestritt in der Folge diverse Einsätze für die U17. In 30 Länderspielen erzielte er 24 Tore, darunter einen Viererpack in seinem letzten Spiel am 27. März 2018 beim 6:1-Auswärtssieg in der Qualifikation zur U17-Europameisterschaft 2018 gegen Mazedonien.
Ab November 2017 war er in der U19 und parallel dazu seit März 2019 in der U21 im Einsatz. Mit der U21-Nationalmannschaft nahm er im Sommer 2023 an der U21-Europameisterschaft teil und bestritt dort bis zum Ausscheiden im Viertelfinale gegen Israel alle vier Turnierspiele, wobei ihm ein Tor gelang.
Am 5. September 2019 debütierte er beim 2:2-Unentschieden im Testspiel gegen Südkorea für die A-Nationalmannschaft.  In der erfolgreichen Qualifikation für die EM 2024 wurde er in allen zehn Spielen eingesetzt, erzielte den Siegtreffer beim 2:1-Sieg im Gruppenspiele gegen Zypern und wurde für die Endrunde nominiert.

## Erfolge und Auszeichnungen
- Spieler des Monats der Ligue 1: Oktober 2024